# Fallides de Felip III
 Fallides de Felip III és el nom que es coneix al conjunt de fallides d'hisenda del rei Felip III de Castella. Les dificultats d'hisenda van començar només arribar al tron el 1598.
La principal suspensió de pagaments va ser la que es feu efectiva el 1607. L'acumulació de dèbits i la impossibilitat de cancel·lar-los van dur a decretar la fallida i van reconvertir el deute flotant en deute consolidat o "juros".
Hi ha documentades altres fallides, especialment d'institucions financeres sevillanes, el 1600 i el 1601.